# جون ر. توماس
جون ر. توماس (بالإنجليزية: John R. Thomas)‏ هو قاضي ومحامي وسياسي أمريكي، ولد في 11 أكتوبر 1846 في الولايات المتحدة، وتوفي في 19 يناير 1914 في ماكالستر في الولايات المتحدة. حزبياً، نشط في الحزب الجمهوري. وقد انتخب عضو مجلس النواب الأمريكي.